# Стилова воденица
Стиловата воденица (на гръцки: Μύλος του Στυλο) е възрожденско съоръжение в леринското село Бел камен (Дросопиги), Егейска Македония, Гърция.

## Местоположение
Намира се на Белкаменската река (Дросопотамос) на мястото на Старото село на Бел камен. Под нея е Белкаменският мост, а на 200 m над нея Елешкият мост.

## Описание
Воденицата е с уникална форма за Леринско и е от XIX век – може би най-старата оцеляла воденица в района. Воденицата е реставрирана и работи. Представлява каменна сграда със сводести покриви, където е покрита с плочи. Заедно с църквата „Свети Димитър“ в Битуша са единствените сводести сгради в Леринско. Каменната арка, направена с радиално разположение на камъните, е техника, която е принципно рядко срещана в цялата по-широка област. Едно от обясненията за съществуването на такава структура в Бел камен е, че селището е било едно от известните занаятчийски села в региона. Във воденицата имало три мелнични механизма, мандани и валавица, а вътре има специално пространство за воденичаря и неговите клиенти. В нея е единствената запазена валавица в Леринско.